# 長久手歴史トラベラーズ
長久手歴史トラベラーズ（ながくてれきしトラベラーズ）は、愛知県長久手市で活動する観光PRユニットである。愛称は長トラ。 

## 概要
戦国時代の天正12年(1584年)4月9日、小牧・長久手の戦いの地から、2011年7月12日の長久手へタイムスリップしてきた武将4名。現代でも戦おうとするがそこに現代の歴女が仲裁に入る、というストーリー。これを殺陣やダンス、またクイズやゲーム仕立てで行い、戦国時代の歴史や長久手市の魅力を紹介するPRユニット。愛知県を中心に、関西や関東でも活動している。

## メンバー

### 家康隊
- 徳川家康：長久手合戦で陣頭指揮を取り、この長久手での大勝利がその後の大きな財産となる。
- 井伊直政：徳川四天王の一人。赤備え軍団を率い、自らも赤鬼と称せられた猛将。
- ヤスコ：徳川家康ファンの歴女（現代人）

### 秀吉隊
- 池田恒興：信長の乳兄弟。長久手合戦の実質総大将。
- 森長可：池田恒興の娘婿で森蘭丸の兄。鬼武蔵を称された武人。
- ヨシコ：豊臣秀吉ファンの歴女（現代人）
- 黒子のノブオ：ナゾの黒子。

## イベント
定期イベントは、毎月第2土曜日、長久手古戦場公園などで開催される「長トラの日」。メンバーの演武を観たり、子どもから大人まで楽しめる、武将直伝「殺陣体験」など、毎回、参加したファンを楽しませている。その他、長久手市内外の祭り、行事、イベントにも出陣。

## グッズ
- ブロマイド：メンバーの生写真やイラスト作品など全25種類を販売中。販売は長久手温泉ござらっせ、セントレア中部武将館他。
- 長トラスク：長久手市内にあるスィーツショップ、ニコリファクトリーとのコラボレーションで誕生したラスク。